# نايجل هارت
نايجل هارت (بالإنجليزية: Nigel Hart)‏ (1 أكتوبر 1958 المملكة المتحدة - ) هو لاعب كرة قدم بريطاني يلعب كمدافع.